# Bulbophyllum biflorum
Bulbophyllum biflorum es una especie de orquídea epifita  originaria de  	 Asia.

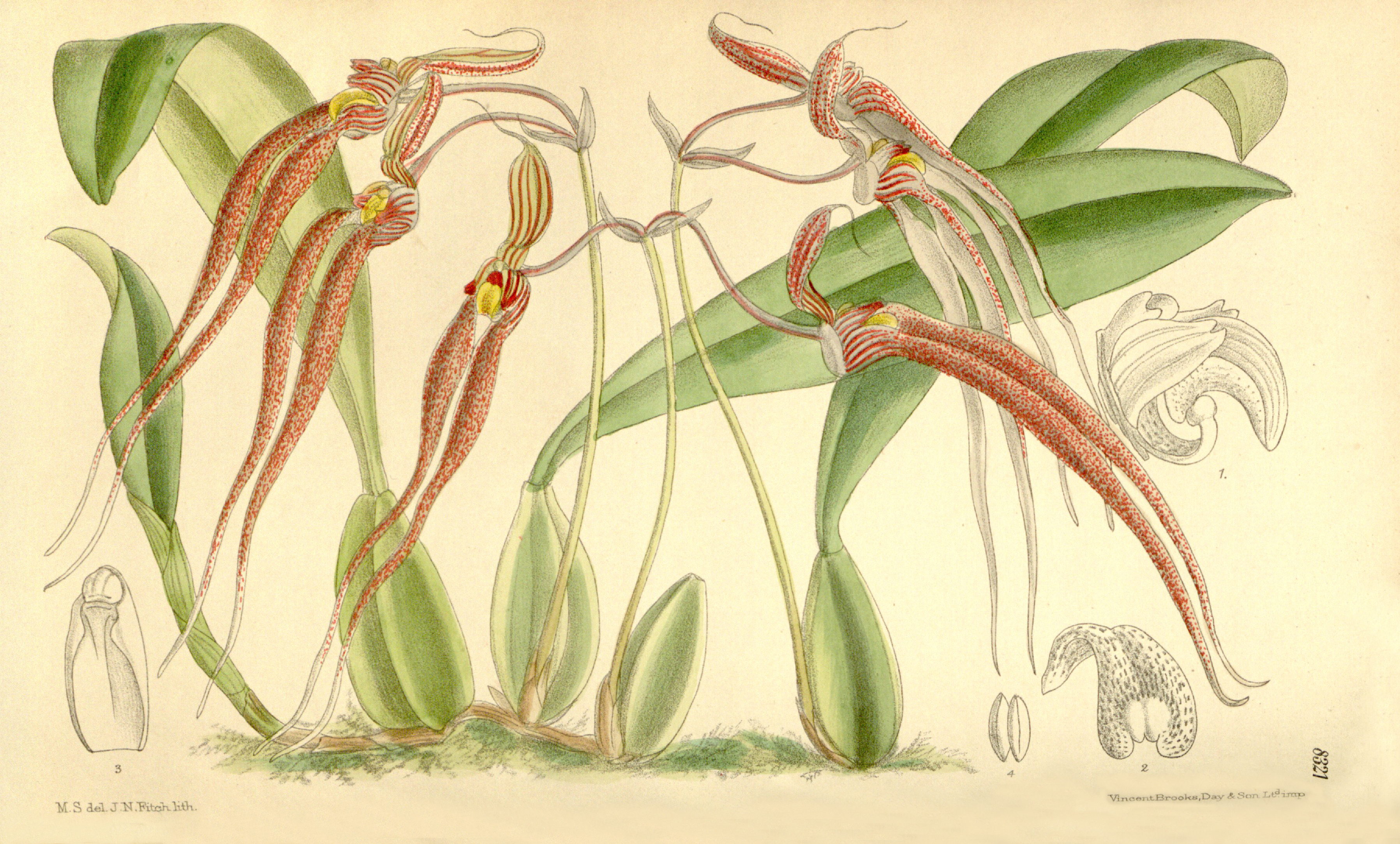
Ilustración

## Descripción
Es una orquídea de pequeño tamaño, con hábitos epifita con pseudobulbos amarillos, ovados, fuertemente inclinados,  que llevan una sola hoja, apical, erecta, delgada, alargada, ápice obtuso, poco peciolada: Florece en una inflorescencia basal, delgada, nervuda, semi-colgante de 7 al 11 de cm de largo, que lleva flores perfumada que aparecen en el verano.

## Distribución y hábitat
Se encuentra en Java, Sumatra, Bali, Borneo, Filipinas y la península de Tailandia y Malasia, en los troncos de los árboles en la colina con sombra para disminuir en los bosques montanos en elevaciones de 500 a 1200 metros.  

## Taxonomía
Bulbophyllum biflorum fue descrita por Teijsm. & Binn.   y publicado en Natuurkundig Tijdschrift voor Nederlandsch-Indië 5: 488. 1854
Etimología
Bulbophyllum: nombre genérico que se refiere a la forma de las hojas que es bulbosa.
biflorum: epíteto latino que significa "con dos colores".
Sinonimia
- Bulbophyllum geminatum Carr
- Cirrhopetalum biflorum (Teijsm. & Binn.) J.J.Sm.
- Phyllorkis biflora (Teijsm. & Binn.) Kuntze[4][5]